# Томаскович-Деви, Дональд
Дональд Томаскович-Деви (англ. Donald (Don) Tomaskovic-Devey; род. 1957) — американский социолог, видный эксперт в области неравенства на рабочем месте и рынке труда. Доктор философии (1984), с 2005 года профессор Массачусетского университета в Амхерсте, до того — Университета штата Северная Каролина.
Лауреат премии Аннелизы Майер (2014) и Max Weber Book Award (2020).
Окончил Фордемский университет (бакалавр социологии, 1979).
Докторскую степень по социологии же получил в Бостонском университете. Затем по 2005 год работал в Университете штата Северная Каролина, прошел путь от ассистент- до фул-профессора. С 2006 по 2010 год секретарь Американской социологической ассоциации, а с 2011 года президент Южного социологического общества. В 2006 году избран в Ассоциацию социологических исследований. Удостоился премии Университета штата Северная Каролина за выдающиеся исследования в области социальных наук в 1989 году и премии проректора за исключительные заслуги от Массачусетского университета в 2013 году. Соредактор American Sociological Review (ASR). Экс-редактор журнала «Современная социология».
Наиболее известен своим вкладом в теорию реляционного неравенства, методы организационной выборки и измерения. Опубликовал четыре монографии:
- Recapitalizing America: Alternatives to the Corporate Distortion of National Policy (Routledge, 1983)
- Gender and Racial Inequality at Work: The Sources and Consequences of Job Segregation (Cornell, 1993)
- Documenting Desegregation: Racial and Gender Segregation in Private Sector Employment since the Civil Rights Act (Russell Sage Foundation, 2012)
- Relational Inequalities: An Organizational Approach (Oxford, 2019)